# Brigada 1 Artilerie Grea (1916-1918)
Brigada 1 Artilerie Grea a fost o mare unitate de artilerie, de nivel tactic, care s-a constituit la 14/27 august 1916, prin mobilizarea unităților și subunităților existente la pace. Din compunerea brigăzii făceau parte Regimentul 1 Artilerie Grea și Regimentul 2 Artilerie Grea. Brigada a făcut parte din organica Cetății București, fiind dislocată la pace în garnizoana București. :p. 116 
La intrarea în război, Brigada 1 Artilerie Grea a fost comandată de colonelul Ioan Vernescu.:p. 17 Brigada 1 Artilerie a participat la acțiunile militare pe frontul român, doar în campania anului 1916.:pp. 200-203

## Comandanți
- Colonel Ioan Vernescu